# 广州地铁8号线
广州地铁8号线是广州地铁已通车的路线之一，屬於城市軌道交通系統，代表色為藍綠色。現時全線均位於地下，目前連接白云区的滘心站至海珠區的万胜围站之間。

## 概要
广州地铁8号线大致呈「L」型走向，起始於海珠区新港东路的萬勝圍站，然后向西，穿过华南快速干线、黄埔涌、新港中路，过客村立交进入新港西路，再穿晓港立交，沿昌岗东路向西延伸，到达鹤洞大桥东侧，随后转向西北进入工业大道、洪德路，沿人民橋東側下穿珠江後抵達荔灣區鎮安路東側的文化公園。隨後轉入康王路向北行進，下穿陳家祠東廣場之後路線轉向荔灣路繼續向北行進，下穿東風西路高架橋和流花湖後折向西北沿西增路延伸。之後路線下穿內環路、再下穿增埗河，進入白雲區後西槎路向北行進，下穿北環高速公路。之後路線沿石槎路繼續往北行走，隨後轉向西進入白云湖大道向西行進，下穿石井河。最後線路大致转向西北，下穿广佛肇高速公路至終點滘心站。
8號線的車輛段為白雲湖車輛段，位於亭崗站西側。
8號線的控制中心設於公园前站上盖物业内的公园前控制中心，與1號線、2號線共用。
在2号线时期，本线是中国大陆首个全线安装全高屏蔽门、使用集中供冷系统、使用刚性悬挂接触网、使用代币式单程票的地铁线路，“广州地铁二号线节能、环保和安全技术集成与应用”项目曾获2006年度国家科学技术进步奖二等奖，为地铁行业首个获得该奖的综合性项目。而新8号线的“广州市轨道交通二、八号线延长线工程”曾获第十七届中国土木工程詹天佑奖。

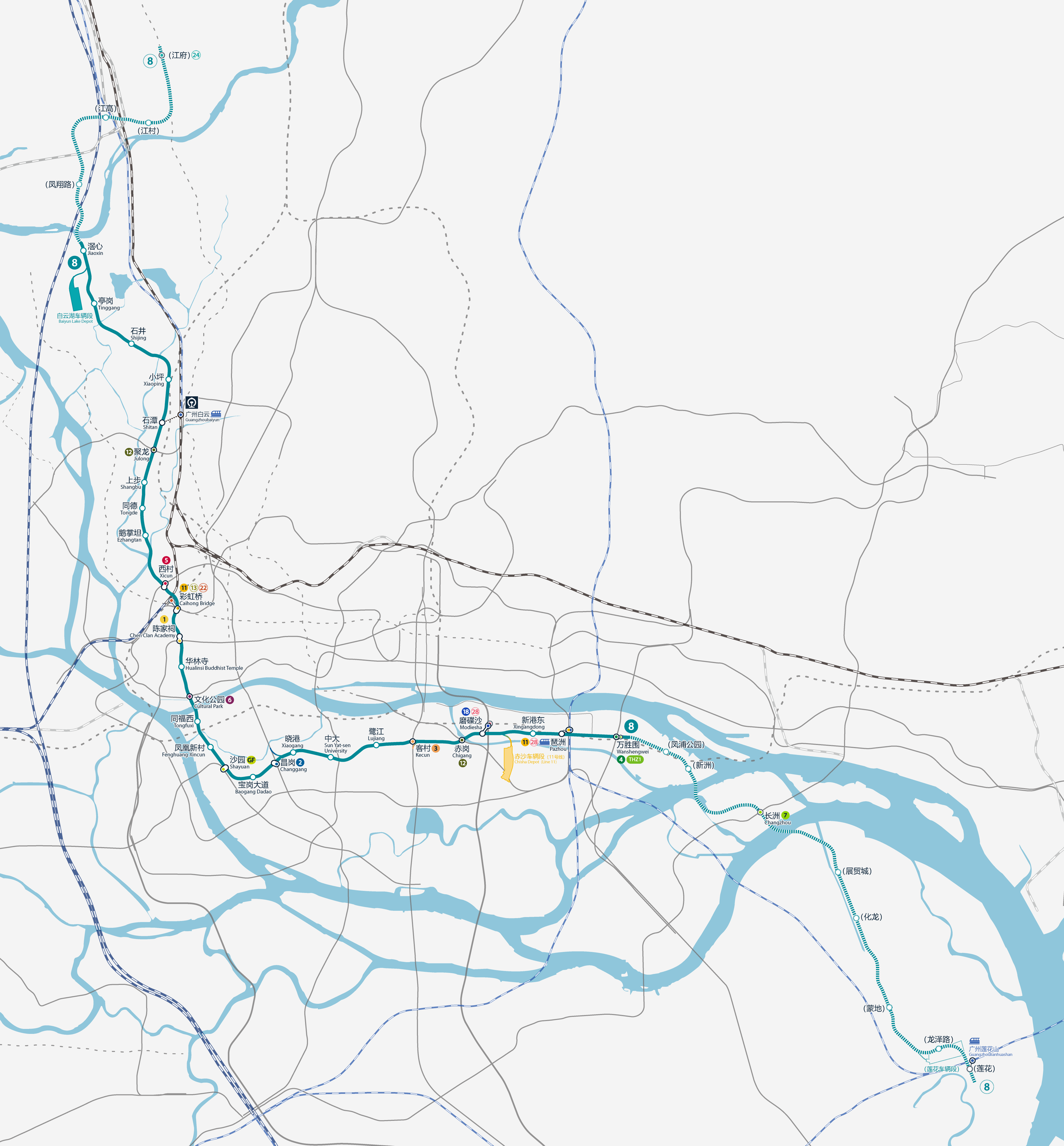
8號線線路圖，按真實走向比例繪畫，包含在建的北延段（滘心至江府段） (Note: 以八号线北延段及支线名义获批的24号线车站未在此图画出，参见广州地铁24号线)以及東延段

## 歷史
八號綫的歷史與二號綫密不可分。

### 規劃
1987年，當時的廣州市政府準備引入法國資本進行地鐵建設，當時出現了四個方案，徵求市民意見後，最終形成了「十字線網」的規劃。當時「十字線網」中的2號線規劃（新市至赤崗），就包括現有8號線的晓港至赤崗段。而當時的2號線規劃與之後出現的舊2號線亦相差無幾。
1997年出現的《广州市城市快速轨道交通线网规划研究（最终报告）》，已經確定拆分1987年方案中的2號線，出現了現有8號線的雛型，但當時的方案A中，拆解後的東西向路線則稱為5號線，繼續沿昌崗路向西過江至西塱，東段則在琶洲後分成兩支，一支沿現有四號綫的路線北上至奧體中心附近地區；另一支則繼續東進至新洲一帶。而現時工業大道至黃金圍一段則屬於當時的4號線，同時預留條件，可供4號線未來從黃金圍繼續經江高鎮西部延長至神山。
當時由於海珠區南部仍未進行開發，客流不足，而新港路沿線一帶需求較大；以及為了服務位於琶洲的廣州國際會議展覽中心，決定先新建2號線的三元里至江南西段，以及現8號線的琶洲至曉港段。兩段通過兩條聯絡路軌貫通，並採用2號線的名義進行營運。在江南西和曉港之間預留拆解條件，方便在合適時機進行拆解，成為兩條獨立路線進行營運。
2003年的方案中，對上述97年方案的4、5號線進行重組，兩線在交匯點昌崗立交被截開，原5號線海珠段與原4號線工業大道北至黃金圍的一段連接，形成一條「L」型的放射線，並易名為8號線，走線基本與現時一致。而芳村過江段與工業大道中及南的路段連接，成為廣佛地鐵廣州段的一部分。前往奧體中心的支線則獨立，成為現有4號線的一部分。
2004年底，二八號線延長線工程試驗段：8號線沙園站和2號線南洲站動工。2007年6月，二八號線延長線工程獲得國家發改委批覆，8月全面動工。該工程將會把舊2號線拆解成新2號線和8號線，並分別往南、西及北三個方向延長。但在2008年，當時廣州市新一輪軌道交通線網規劃方案計劃加入环线11號線，重組利用原8號線，同時有小環和大環方案備選。小環方案沿用原8號線的工業大道、康王路段；大環方案則在鳳凰新村站之後過江，前往芳村站。因此令線路鳳凰新村站以北的走向未能確定，故導致已經獲批的8號線延長線中鳳凰新村至文化公園一段緩建，未能與二八號線工程的其餘路段一同開工。而8號線的琶洲至萬勝圍段以及規劃的北延段則拆解與其它線位接合。
不過在2010年正式定下的方案中，8號線得以恢復原有的「L」型走向，環線的所有路段改為完全新建的特大環方案，同時8號線從新洲繼續經長洲延長至化龍，後來更延至規劃中的廣汽集團化龍基地。
2014年7月，據廣州市規劃局透露，正在考慮八號線在滘心站之后继续延伸約20公里，經白雲區江高鎮，轉入廣花路北上至花都區广州北站。由于線路從廣州北站至萬勝圍站全長將超過50公里，而且8號線的最高運行速度只有80公里每小時，导致該規劃在民間引起巨大爭議，更有專家在運營的角度對延長計劃提出質疑。2014年底，广州方面透露计划擱置将8号线延長至广州北站。但後來因應花都區的要求，延長至廣州北站的規劃得以重啟，更已於2017年3月下旬獲國家發改委批覆立項。為解決線路過長等問題，其後線路規劃和設計方決定在江府站預留拆解條件，遠期將江府至廣州北站段拆離8號線。惟于2020年的广州市城市轨道交通第三期建设规划调整环评公示中，江府至廣州北站段被直接拆出，變成24號線。
在2015年的規劃中，8號線番禺段改為在化龍分叉，主線從化龍站出發，行經佛莞城際蓮花站以及石樓鎮內部，最終抵達海傍站，以填補17號線規劃改經官橋站後對石樓鎮的地鐵覆蓋。同時廣汽基地的一段成為支線，亦得以延長過江至黃埔客運港（現黃埔新港），唯支線在2018-2035年規劃中成為17號線的一部分。其後該規劃在2020年的广州市城市轨道交通第三期建设规划调整环评公示中，主線被縮減至城際蓮花站，蓮花站至海傍站未納入第三期規劃調整。現時8號線規劃（江府站至海傍站）基本得以定型。

### 建造與營運

#### 舊二號綫時期
現八號線的曉港至萬勝圍一段，曾包含在二號線首期工程當中進行建設和運營，直至2010年9月21日尾班車為止。

#### 两线拆解并延伸至凤凰新村
2010年9月21日晚，從三元里站開往萬勝圍站的尾班車結束服務後，舊二號线的服務正式告一段落。22日至24日，舊二號线停運，進行軌道拆解、信號，供電割接工程以及聯合調試。
2010年9月25日清晨，三元里至江南西段正式和曉港至萬勝圍段分拆，後者各站正式改屬八號綫車站，與新建的凤凰新村—晓港段連接，貫通成為八號綫獨立營運。原二號綫的赤沙車輛段也隨上述各站撥歸八號綫使用。舊二號綫正式拆解为两条独立的路线。拆解后的2号线与8号线于江南西站与晓港站之间新建的昌岗站换乘，西行列車在離開晓港站之後，不再前往江南西站，改行一段新建的鐵路路段前往新的昌岗站，然后再往西，最终以凤凰新村为终点站。但由於沙園冷站問題，鳳凰新村至寶崗大道一段不投入服務，列車全部以昌崗為總站。
至於連接江南西站及曉港站的兩條路軌，往三元里的路軌已經改為聯絡路軌，目前僅供工程車或車務調動使用。而往萬勝圍的路軌因為與新建路線平交，故已被拆走；隧道也同時被廢棄，並用磚牆封闭，與營運中的路線分隔。
位于沙園站附近的沙园冷站负责8号线西延段凤凰新村至昌岗共四个车站的供冷，由于在试运行期间噪音太大，且冷却塔离光大花园最近只有10多米，因此在建造过程中遭到了附近的光大花园业主的反对，业主经常在大楼阳台、外墙挂上标语表达对冷却塔的抗议，期间警方曾多次出动。由于当时协商未果，导致八號線凤凰新村站、沙園站及宝岗大道站三站在2010年9月25日新二号线和八号线开通时无法如期开通，而昌岗站则临时就近借用附近商场的空调冷水开通运营。当时西行列车到达昌岗站后随即清客，然后列车不載客经宝岗大道及沙園站到凤凰新村站折返。后来地铁公司与光大花园业主谈判后取得进展，让沙园冷却塔终能够投入运行，上述三站随即在2010年11月3日开通运营。

#### 鳳凰新村至文化公園段
鳳凰新村至文化公園段属于二八號線延長線工程的其中一段，為當中的14標段。一般称其为8号线延长线，与8号线后来動工建设，同樣往北延伸的北延段作区分。
該段原定於2012年与6號線同步开通，但由于规划调整，鳳凰新村以北的路段並未能與8號線西延段（曉港至鳳凰新村）一同動工，其後與8號線北延段（文化公園至滘心）一同開工建設。不过，由於同福西站幾次需要更改設計，預留換乘條件，並引起拆遷及文物保護糾紛，導致該站到2014年初才完成征拆工作，整段才開始動工。
2016年10月28日，鳳凰新村站至同福西站的隧道全面貫通。2019年8月，延长线实现短轨铺通，同年9月实现长轨铺通。
2019年9月27日，该段的軌行區三權移交，并随即開始進行运营调试。12月28日首班車起，鳳凰新村至文化公園段開通初期運營，8號線的服務範圍不再只局限於海珠區，提供了一條新的過江通道，同時亦標誌著二八號線延長線工程全線通車投入服務。

#### 北延段（文化公园至滘心段）
北延段全線皆為地下線，覆蓋荔灣區康王路、荔灣路，及白雲區西槎路、石槎路及石沙路，為沿線居民提供便捷的鐵路服務，同时紓解同德圍地區的嚴重交通問題。
该段工程可行性報告于2014年1月獲批，随后正式开始建设。地質勘探表明，北延段沿線地质情况均较差，特別是西村以北的白雲區同德圍一帶，处于灰岩地区，溶、土洞发育强烈，无暗挖施工的条件，需进行明挖施工。施工期间，為了避免對西槎路等道路的交通造成影響，加重同德圍的嚴重交通問題，北延段位於西槎路、石槎路上的車站均佈置在道路的兩側，施工時亦儘量減少對路面的圍蔽，通過設置疏解道等措施維持現有道路的車道數。
北延段隧道于2019年8月9日全线贯通；軌道亦於同年12月30日全線鋪通。2020年1月中旬彩虹橋站主體結構封頂，至此北延段所有車站主體結構封頂。
因應8號線原來使用的赤沙車輛段將會重建並改屬11號線使用，北延段在亭岗站西側新建白雲湖車輛段，取代赤沙車輛段的功能。2020年3月21日，白雲湖車輛段三權移交。5月15日，8号线北延段全线轨行区三权移交，以配合车辆基地搬迁至白云湖车辆段后，8号线通过北延段正线收发车。8月15日起，赤沙車輛段關閉，当日起8號線正式改用白雲湖車輛段進行收發車和列車維保作業。
2020年7月31日，北延段首批五座车站三权移交运营方。9月30日，北延段第二批六座车站三权移交运营方。10月15日开始按照正式运营时的长短线运营安排进行调试，列车抵达文化公园站后改为不载客行驶进入北延段，至聚龙站或滘心站折返，之后返回至文化公园站开始载客。11月26日14时，北延段正式開通運營。
由於西村站周边拆遷問題拖延良久，加上施工範圍有一棵百年古榕树影響，故車站直至2017年7月才完成拆遷而正式動工興建，而彩虹橋站的主體工程及附屬土建工程的進度亦出現延誤，因此兩站未能隨北延段開通而啟用。2022年9月28日，彩虹橋站率先啟用；其后于同年12月28日，西村站启用。至此北延段全数车站均正式启用。

## 车站
8號線目前設有28个车站，均为地下车站。
琶洲至凤凰新村各站与旧2号线一致，采用搪瓷板装修；万胜围站则因由4号线进行建设，故与4号线各站统一采用玻璃板装修，并在墙面和柱体下方以玻璃仿马赛克砖装饰；同福西至滘心各站则统一采用玻璃板为主的装修。
| 車站編號 | 站名及配色                    | 站名及配色                    | 里程（公里）                  | 里程（公里）                  | 换乘路线                                                         | 所在地[1]                     | 啟用時間                      | 车站形式                      |
| 車站編號 | 站名及配色                    | 站名及配色                    | 站间                          | 累计                          | 换乘路线                                                         | 所在地[1]                     | 啟用時間                      | 车站形式                      |
| 8號線 | 8號線                         | 8號線                         | 8號線                         | 8號線                         | 8號線                                                            | 8號線                         | 8號線                         | 8號線                         |
| ↑接續在建北延段（滘心－江府） | ↑接續在建北延段（滘心－江府） | ↑接續在建北延段（滘心－江府） | ↑接續在建北延段（滘心－江府） | ↑接續在建北延段（滘心－江府） | ↑接續在建北延段（滘心－江府）                                    | ↑接續在建北延段（滘心－江府） | ↑接續在建北延段（滘心－江府） | ↑接續在建北延段（滘心－江府） |
| --- | ----------------------------- | ----------------------------- | ----------------------------- | ----------------------------- | ---------------------------------------------------------------- | ----------------------------- | ----------------------------- | ----------------------------- |
| 801 |                               | 滘心                          | -                             | 0.0                           |                                                                  | 白云区                        | 2020年11月26日                | 地下侧式月台                  |
| 802 |                               | 亭岗                          | 1.66                          | 1.66                          |                                                                  | 白云区                        | 2020年11月26日                | 地下岛式月台                  |
| 803 |                               | 石井                          | 1.83                          | 3.49                          |                                                                  | 白云区                        | 2020年11月26日                | 地下岛式月台                  |
| 804 |                               | 小坪                          | 2.00                          | 5.49                          |                                                                  | 白云区                        | 2020年11月26日                | 地下岛式月台                  |
| 805 |                               | 石潭                          | 1.35                          | 6.84                          | 广州白云站、 广清城际铁路                                        | 白云区                        | 2020年11月26日                | 地下岛式月台                  |
| 806 |                               | 聚龙                          | 0.79                          | 7.63                          | 12号线 1204                                                      | 白云区                        | 2020年11月26日                | 地下岛式月台                  |
| 807 |                               | 上步                          | 1.14                          | 8.77                          |                                                                  | 白云区                        | 2020年11月26日                | 地下岛式月台                  |
| 808 |                               | 同德                          | 0.85                          | 9.62                          |                                                                  | 白云区                        | 2020年11月26日                | 地下岛式月台                  |
| 809 |                               | 鵝掌坦                        | 0.83                          | 10.45                         |                                                                  | 白云区                        | 2020年11月26日                | 地下岛式月台                  |
| 810 |                               | 西村                          | 1.86                          | 12.31                         | 5号线 505                                                        | 荔湾区                        | 2022年12月28日                | 地下岛式月台                  |
| 811 |                               | 彩虹桥                        | 0.96                          | 13.27                         | 11号线 1116、13号线、22号线                                      | 荔湾区                        | 2022年9月28日                 | 地下一岛两侧式月台            |
| 812 |                               | 陈家祠                        | 1.05                          | 14.32                         | 1号线 107                                                        | 荔湾区                        | 2020年11月26日                | 地下岛式月台                  |
| 813 |                               | 華林寺                        | 0.76                          | 15.08                         |                                                                  | 荔湾区                        | 2020年11月26日                | 地下岛式月台                  |
| 814 |                               | 文化公园                      | 1.02                          | 16.10                         | 6号线 608                                                        | 荔湾区                        | 2019年12月28日                | 地下分离式岛式站台            |
| 815 |                               | 同福西                        | 0.88                          | 16.98                         |                                                                  | 海珠区                        | 2019年12月28日                | 地下分离式岛式站台            |
| 816 |                               | 凤凰新村                      | 0.86                          | 17.84                         |                                                                  | 海珠区                        | 2010年11月3日[SHY]            | 地下分离式岛式站台            |
| 817 |                               | 沙園                          | 0.83                          | 18.67                         | 广佛线 GF21                                                      | 海珠区                        | 2010年11月3日[SHY]            | 地下島式疊式月台[GFL]         |
| 818 |                               | 宝岗大道                      | 1.05                          | 19.72                         |                                                                  | 海珠区                        | 2010年11月3日[SHY]            | 地下島式站台                  |
| 819 |                               | 昌岗                          | 0.84                          | 20.56                         | 2号线 209                                                        | 海珠区                        | 2010年9月25日                 | 地下島式站台                  |
| 820 |                               | 晓港                          | 0.67                          | 21.23                         |                                                                  | 海珠区                        | 2002年12月29日[L2]            | 地下島式站台                  |
| 821 |                               | 中大                          | 1.19                          | 22.42                         |                                                                  | 海珠区                        | 2003年6月28日[L2]             | 地下島式站台                  |
| 822 |                               | 鹭江                          | 1.69                          | 24.11                         |                                                                  | 海珠区                        | 2003年6月28日[L2]             | 地下島式站台                  |
| 823 |                               | 客村                          | 1.24                          | 25.35                         | 3号线 308                                                        | 海珠区                        | 2003年6月28日[L2]             | 地下島式站台                  |
| 824 |                               | 赤岗                          | 1.48                          | 26.83                         | 12号线 1219                                                      | 海珠区                        | 2003年6月28日[L2]             | 地下島式站台                  |
| 825 |                               | 磨碟沙                        | 0.77                          | 27.60                         | 18号线 1807、28号线                                              | 海珠区                        | 2003年6月28日[L2]             | 地下側式站台                  |
| 826 |                               | 新港东                        | 1.57                          | 29.17                         |                                                                  | 海珠区                        | 2003年6月28日[L2]             | 地下側式站台                  |
| 827 |                               | 琶洲                          | 0.99                          | 30.16                         | 11号线 1102[虚拟]、28号线 琶洲站：广州东环城际铁路、琶莲城际铁路 | 海珠区                        | 2003年6月28日[L2]             | 地下側式站台                  |
| 828 |                               | 万胜围                        | 1.83                          | 31.99                         | 4号线 421 万胜围站：海珠有轨1号线 THZ111                         | 海珠区                        | 2005年12月26日[L2]            | 地下側式站台                  |
| ↓接續在建东延段（萬勝圍－莲花） |                               |                               |                               |                               |                                                                  |                               |                               |                               |
| 註釋 |                               |                               |                               |                               |                                                                  |                               |                               |                               |
| - 所有以斜体标识的线路和车站均未开通。 - 1 所在地以本线站台位置为准。 - SHY 因沙園冷站引起糾紛，寶崗大道至鳳凰新村三站無法趕及在2010年9月25日啟用。但列車仍然不載客經過這三個車站，直至車站啟用。 - GFL 8號線與廣佛線共用，兩線各自使用其中一側。 - L2 曉港至萬勝圍各站原屬2號綫，於2010年9月25日才撥歸8號綫使用，故以其作為2號綫車站啟用時的日期為準。 - 虚拟 11号线琶洲站因站体设计原因，未有条件建设换乘通道，目前与11号线实施虚拟换乘。 |                               |                               |                               |                               |                                                                  |                               |                               |                               |
| 论 编 |                               |                               |                               |                               |                                                                  |                               |                               |                               |

| 北延段及東延段 | 北延段及東延段 | 北延段及東延段 | 北延段及東延段                           | 北延段及東延段 | 北延段及東延段 | 北延段及東延段      |
| 規劃站名 | 里程（公里）   | 里程（公里）   | 换乘路线                                 | 所在地         | 当前状态       | 车站形式            |
| 規劃站名 | 站间           | 累计           | 换乘路线                                 | 所在地         | 当前状态       | 车站形式            |
| 8號線北延段 | 8號線北延段    | 8號線北延段    | 8號線北延段                              | 8號線北延段    | 8號線北延段    | 8號線北延段         |
| --- | -------------- | -------------- | ---------------------------------------- | -------------- | -------------- | ------------------- |
| 江府 | -              | 0.0            | 24号线                                   | 白云区         | 建设中         | 地下双岛式月台[L24] |
| 江村 | 2.56           | 2.56           |                                          | 白云区         | 建设中         | 地下岛式月台        |
| 江高 | 1.38           | 3.94           | 江高站：广清城際铁路                     | 白云区         | 建设中         | 地下岛式月台        |
| 凤翔路 | 3.04           | 6.98           |                                          | 白云区         | 建设中         | 地下岛式月台        |
| ↓接續既有路段（滘心－萬勝圍） |                |                |                                          |                |                |                     |
| 8號線東延段 |                |                |                                          |                |                |                     |
| ↑接續既有路段（滘心－萬勝圍） |                |                |                                          |                |                |                     |
| 凤浦公园 |                |                |                                          | 海珠区         | 建设中         | 地下岛式月台        |
| 新洲 |                |                |                                          | 海珠区         | 建设中         | 地下岛式月台        |
| 长洲 |                |                | 7号线 711                                | 黄埔区         | 建设中         | 地下岛式月台        |
| 展贸城 |                |                |                                          | 番禺区         | 建设中         | 地下岛式月台        |
| 化龙 |                |                |                                          | 番禺区         | 建设中         | 地下岛式月台        |
| 蒙地 |                |                |                                          | 番禺区         | 建设中         | 地下岛式月台        |
| 龙泽路 |                |                |                                          | 番禺区         | 建设中         | 地下岛式月台        |
| 莲花 |                |                | 广州莲花山站：广惠城际铁路、琶莲城际铁路 | 番禺区         | 建设中         | 地下岛式月台        |
| 註釋 |                |                |                                          |                |                |                     |
| - 8号线北延段和东延段正在建设中，最终设站及车站命名情况须以有关部门批复为准。 - 8号线北延段（滘心~江府）站间距数据来源：，未开通路段为设计方案数据，可能与实际数据存在误差。 - 未列出以“8号线北延段”及“8号线北延段支线”名义获批的24号线车站。参见：{广州地铁24号线车站列表} - L24 8號線與24號線共用，其中8號線使用內側。 |                |                |                                          |                |                |                     |
| 论 编 |                |                |                                          |                |                |                     |

### 换乘站
8号线現時有11座换乘站，其中与11号线换乘的琶洲站采用虚拟换乘。
已投入使用
- 聚龍站：换乘12号线。8号线在设计及建造时已作换乘的考虑，乘客可以通過連接兩綫站台的扶梯和樓梯換乘。
- 西村站：换乘5号线。5号线在设计时已作站厅换乘的考虑，需经过南侧站厅换乘。
- 彩虹橋站：换乘11号线。其中8号线与11号线采用节点式换乘。
- 陈家祠站：换乘1号线。因1号线建设期间未作出预留，乘客需行至站厅通过换乘通道前往1号线站厅换乘。
- 文化公园站：换乘6号线。6號線首期建造时已同步建成8號線部分，为节点式换乘。乘客既可以通過連接兩綫站台的扶梯和樓梯換乘，也可以經站厅換乘。
- 沙园站：换乘广佛线。本站为双层疊島式逆向平行换乘站，建造时已同步实施。
- 昌岗站：换乘2号线。本站是二/八号线拆解后新增的换乘站，受江南大道昌崗路口埋設的管線限制，兩線車站分別位於路口南邊及西邊，使用L型節點換乘，在兩線站台各自靠近的一端有樓梯連接，亦可通過站廳換乘。
- 客村站：换乘3号线。本站为十字形节点式换乘，两线通过重叠部分的转换夹层连接。值得一提的是，本站设计时并不是换乘站，后来在動工後突然确定为3号线的换乘站，才緊急停工並更改设计作出预留，儘管如此在3号线建造时仍需要托换站台的桩基。
- 磨碟沙站：换乘18号线。因建设期间未作出预留，乘客需经换乘通道前往18号线站厅换乘。
- 琶洲站：换乘11号线。因建设期间未作出预留，且11号线在建设过程中采取了统一设计、分步实施的方式，目前采取地面风雨连廊接驳的过渡方式实现11號线与8号线出閘换乘[35]，乘客在出闸后30分钟内换乘即可当作同站换乘，不影响车费计算及里程累计。
- 万胜围站：换乘4号线。本站属于旧2号线调整工程增加的车站，亦是8号线现时的终点站。8号线位于上方为侧式站台，4号线位于下方为岛式站台。

未来换乘站
- 赤崗站：换乘12号线。因建设期间未作出预留，但12號線建設時將會圍繞現有8號線站廳進行擴建，预计爲站廳换乘。
- 中大站：前往中大南门站换乘10号线。因建设期间未作出预留，且兩線車站距離接近500米；同时受到周边环境所影响，10号线中大南门站目前未作为换乘站建设，留待遠期再增建換乘通道[36]。

未来扩建的换乘站
- 彩虹橋站：换乘13号线和22号线。其中13号线与同站11号线一样，与8号线为节点式换乘；而22号线与其它三线为站厅长通道换乘。
- 磨碟沙站：換乘19号线及28号线，两条线路为遠期線路，18号线车站在建设时已在站厅层和月台层之间缓冲平台预留相关节点。
- 琶洲站：换乘28号线（佛穗莞城际）。28号线车站实施並落成后，8号线与28号线、11号线之间可实行站內换乘。

北延段及东延段换乘站
- 江府站：换乘24号线。此站将建成雙島式月台，可供8號線及24號線實現站台平行換乘。
- 新洲站：换乘23号线及28号线。三线均为远期线路，预留情况未知。
- 长洲站：换乘7号线。7号线二期建造时将会预留T字型站台换乘节点。

预留换乘的车站
- 同福西站：原计划换乘19号线，预留π型（類似T型）节点式换乘，8号线在下层为分离式岛式站台，19号线在上层为岛式站台，连接8号线站台的北端，目前僅預留19號线部分車站結構。但因19号线更改走线，让出线位予28号线，但28号线现时规划未能设同福西站，预留结构亦随之废弃。

## 行車安排
8號線现时除了萬勝圍至滘心的長線車（大交路）外，亦会在每天在高峰及中峰期開行萬勝圍至聚龍區段的短線車（小交路）。长短线採取2+1制度，即每兩班長線車開出後，第三班列車為短線車。低峰期則全數為萬勝圍至滘心的長線車運行。现时8号线在高峰期的最小行车间隔为2分41秒。
現時八號線所有列車在報站前均會提醒乘客列車即將開往哪個方向，全線車站月台顯示屏均有顯示接下來三班列車的終點站和到達時間。

## 乘客量
8號線自西往東串聯起白云区西北部，荔湾区和海珠區多個住宅區和商業區，更是琶洲國際會展中心對外的重要交通工具，自通車以來即成為海珠區內的東西向交通大動脈。
8號線開通之後長達九年多的時間內，服務範圍只局限於海珠區。雖然2019年底延長線的開通，增設了位於珠江北岸荔灣區的文化公園站，但線路大部分路段仍在海珠區內，沿線乘客過江需求極大，但來往海珠區外各地仍需依賴於換乘其它線路（廣佛線、2號線、3號線、4號線和6號線），與這些線路的換乘站均成為廣州地鐵的重要換乘樞紐。
2020年11月26日北延段開通後，8号线延長了一倍，除了可以换乘1号线，線路所經的同德围和石井街道分佈有大型居民区，并作为解决上述地区地面交通拥堵情況的唯一地鐵線路。在北延段开通后，8号线日均客流即上升到90万人次以上，12月4日当天8号线客流更达到98.41万人次，位居线网第四名；12月31日当天8号线客流终告破百万，达103.5万人次，并创下该线历史新高，其中北延段客流达15.8万人次。但由于北延段开通时间尚短，客流仅占全线的13%~14%，仍与海珠段有明显差距；加上8號線西村站在线路开通首两年暂缓开通而無法換乘5号线，影響線網通達性，导致北延段沿线部分乘客仍需要通过公交接驳前往西村站乘坐5号线。随着西村站的开通，以及疫情过去社会全面复常，8号线客流不断提升。2024年12月31日跨年夜线路客流更达118.06万人次。
在2024年，8号线全线的日均客流量为97.30万人次，仅次于3号线、2号线和5号线；日均客流强度为2.87万人次，在中国大陆各线中仅次于广州1号线和广州2号线。
目前早晚高峰時段8號線的載客量相當可觀，昌崗至客村一段更因連接2號線和3號線（兩條線路的過江路段客量一直居高不下），列車更會出現擠迫的情況。
每逢中國進出口商品交易會、羊城書展、各大漫展以及其它大型展覽在琶洲會展中心舉辦時，8號線更成為各參展商、採購商以及觀展市民等首選的交通工具，進一步推高8號線的客流。

## 使用車輛
8号线现时有4种列车行走，分别为Movia 456型列車（A2型列车）、一二八號線增購列車（A5型列车）、八号线北延段列车（A6型列车）以及二號線增購列車（A8型列车）。其中8号线的A2型及A5型列车分别会与1号线、2号线互相调配，故列车数目会不定期发生变更。
A2型列车于2003年开始行走于旧2号线的晓港-琶洲段，后来因为路线拆解且A4型列车的陆续上线，部分列车继续配属于赤沙车辆段营运8号线。在之后A5型列车陆续投入2号线之后，本线有部分A2型列车改配属1号线。从2013年11月7日晚起，部分A5型列車開始行走8號線接載乘客；因应8号线北延段开通，2018年9月10日晚十时起，首列A6型列车开始正式接载乘客。随着8号线北延段开通后客流增长，2023年11月20日晚间起，首列A8型列车开始在本线运营。
值得留意的是，旧2号线的晓港-琶洲段在开通初期，由于原2号线配屬的A2型列車僅到貨兩列，需要借用部分1號線的安达-西门子模块化列车（A1型列车）到舊二号线運行，直到A2型列車陆续到貨投入营运为止。
| 內部型號 | 制造商           | 车辆编组              | 制造年代  | 车辆总数 |
| -------- | ---------------- | --------------------- | --------- | -------- |
| A2       | 长客庞巴迪车辆   | 6A（Tc+Mp+M+M+Mp+Tc） | 2002-2005 | 15列     |
| A5       | 南车株洲电力机车 | 6A（Tc+Mp+M+M+Mp+Tc） | 2011-2013 | 5列      |
| A6       | 中车株洲电力机车 | 6A（Tc+Mp+M+M+Mp+Tc） | 2017-2019 | 24列     |
| A8       | 中車長春軌道客車 | 6A（Tc+Mp+M+M+Mp+Tc） | 2022-2023 | 13列     |

## 春運專列
每年春運期間，廣州火車站週邊的流花地區皆會全天候聚集大批候車旅客。受2008年中國雪災影響，這一年春運期間有200萬人滯留在火車站廣場及周边地方，亦有不少人在廣州火車站地鐵站滯留。為避免此況重現，當局于2009年春運起使用位於琶洲地區的廣州國際會議展覽中心作為春運持票旅客異地候車點。因此，當時連接會展中心和廣州火車站的舊2號綫便被政府要求為異地候車旅客提供免費的列車服務，從會展中心運送到廣州火車站。此服務便被稱為春運專列。
随着2010年旧2號綫拆解为新2號綫和8號綫，2011年春运起改为在8號綫新港東站登車後，需要在昌崗站換乘到2號綫再登車前往廣州火車站。直到2015年春運不再啟用琶洲異地候車，因此廣州地鐵也不再開行春運專列。

## 运营事故及意外
- 2010年5月15日，因当日凌晨的特大暴雨造成新港东路与华南快速路交叉处严重积水，积水通过地下的地铁集中供冷管廊渗入新港东至磨碟沙区段隧道，致使旧2号线磨碟沙至新港东区间部分设备设施浸水，琶洲至磨碟沙站于当天上午临时停运，中午1时恢复[47]。
- 2012年11月19日19时19分，一列八号线列车从鹭江站开往客村站途中，列车受电弓系统发生瞬间接地短路，产生烟雾及声响，列车临时停在隧道距车站200米处。乘客在紧急情况下，自行解锁车门，直接打开车门进入隧道。此事故导致4名乘客身体不适入院检查。20时05分，隧道乘客全部被工作人员疏散，停在区间的列车启动。随后八号线全线运营恢复正常。[48]

## 未来发展
8号线未来将继续从两端延长，为白云区江高镇、黄埔区长洲岛和番禺区化龙镇提供地铁服务。两段延线建成开通后8号线车站数目更会增至40站，预计将成为广州地铁设站最多的线路。
两段延线均已于2022年11月获相关批复。

### 北延段
該段在坊間又被稱為「八號綫北北延段」，與文化公園至滘心站之間的八號綫北延段作出區分。
目前規劃該段路線從滘心站後折返線起始，往西北方向下穿流溪河，進入江高鎮後沿鳳翔路行走，再轉入環鎮路、夏花三路往東前進，穿過江高鎮中心。然後線路再轉入廣花路，往北抵達終點站江府站。目前該段是廣州市第三期軌道交通建設規劃調整的線路之一，已于2022年6月上报国家发改委。9月下旬，地铁官方发布了社会稳定性报告。
該段曾是廣州市第三期軌道交通（2015-2025）建設規劃方案中八號綫北延段（滘心至廣州北站段）的一部分，並已於2017年3月下旬獲國家發改委批覆立項。當時計劃在江府站預留拆解條件，遠期將江府至廣州北站段拆離8號線，再延長成一條新線路獨立運營。其後規劃部門屬意直接拆分北北延段，之后與拆分出來的8号线北延段拆解线（24號線）一同納入第三期建設規劃調整方案中。2022年10月28日，广州地铁方面公布环评报告，该线全长9.4km，最长站距为凤翔路站至江高站，为3.04km；最小站距为江高站至江村站，为1.38km，全线平均站距为2.3km，线路预计于2027年建成通车，建成后初期班次间隔为4分17秒。
而在2022年12月的稳评公示中，8号线北延段的范围再次变更为滘心至广州北站，而原24号线剩余的江府至纪念堂段则转以“8号线北延段支线”称呼，以符合建设规划调整不得新增线路的要求。
虽然在本次线路名义的调整后，不再使用24号线的称呼。但其后的二次环评中提及，线路在滘心至江府区间采取最高80km/h的时速，不过江府至广州北站区间采取最高100km/h的时速，与8号线支线采取最高车速一致。且江府站的配线设置上，仍按照其作为8号线终点站和原24号线中途站进行设置。
2023年5月，北延段部分站点开始围蔽施工，并于6月28日在凤翔路站举行了开工仪式。2024年5月，江村至江府区间中间风井成为北延段首个完成主体围护结构施工的工点。2025年8月14日，凤翔路站实现封顶，同时也是北延段首座封顶的车站。同月，江江中间风井至江府站区间右线开始盾构掘进，这也是北延段首个盾构掘进的区间。

### 東延段
東延段工程從現有萬勝圍站開始，沿新港東路繼續延長，然後過江至長洲島與7號綫交匯，之後再次過江到達化龍鎮，最終抵達蓮花站與广惠城际铁路交匯。目前該段亦是廣州市第三期軌道交通建設規劃調整的線路之一，已于2022年6月上报国家发改委，并于2022年下半年获批。
2022年8月的招标文件显示，与两年前的环评文件相比，万胜围－莲花段拟新增一座车站。其后线路风险报告于10月25日公示，与早前公示内容相比，化龙停车场调整为莲花车辆段，同时车站方案维持在7座，并未新增。线路二次环评亦在一个月后公布，车站数量同样维持在7座；线路走向方面，报告提及新洲至长洲区间避开了黄埔造船厂。不过在广汽方面的请求下，8号线重新确定在莲花站以北、莲花车辆段旁增设龙泽路站，以服务广汽智联新能源汽车产业园，车站确定增至8座；蒙地站亦为减少拆迁量而稍向北移。2024年6月初，东延段工程可行性报告获批复；同年年末，东延段开始前期围蔽。
2025年6月26日，东延段长洲站作为全线首个站点，正式进入实质性施工。
至于未被纳入2020年三期规划调整方案中的莲花至海傍段，已在2020年11月纳入广州市政府批复的《广州市城市轨道交通线网规划方案》（2018—2035年）远期规划方案中，现时未有建造時間表。八号线北延段二次环评时透露，莲花至海傍段拟设石楼、莲花南、浮莲岗、亚运村、海傍5站。

### 信号系统更新改造
广州地铁于2023年5月发布公告，对本线万胜围-凤凰新村段信号系统更新改造项目的建议书及可行性研究报告编制服务进行招标。公告称，该段陆续开通运营至今已经达到或接近20年，因国家规定信号系统整体使用寿命不超20年，加上部分信号设备老化导致故障率升高，且部分设备已停产，故需要研究该段信号系统的更新改造方案。